# Xylotrechus brevicillus
Xylotrechus brevicillus là một loài bọ cánh cứng trong họ Cerambycidae.